# Мікаель Сільбербауер
Мікаель Сільбербауер (дан. Michael Silberbauer, нар. 7 липня 1981, Стеврінг) — данський футболіст, півзахисник клубу «Янг Бойз».

## Клубна кар'єра
У дорослому футболі дебютував 2000 року виступами за команду клубу «Ольборг», в якій провів три сезони, взявши участь у 105 матчах чемпіонату.  Більшість часу, проведеного у складі «Ольборга», був основним гравцем команди.
Своєю грою за цю команду привернув увагу представників тренерського штабу клубу «Копенгаген», до складу якого приєднався 2003 року. Відіграв за команду з Копенгагена наступні п'ять сезонів своєї ігрової кар'єри. Граючи у складі «Копенгагена» також здебільшого виходив на поле в основному складі команди.
2008 року уклав контракт з клубом «Утрехт», у складі якого провів наступні три роки своєї кар'єри гравця.  Тренерським штабом нового клубу також розглядався як гравець «основи».
До складу клубу «Янг Бойз» приєднався 2011 року.

## Виступи за збірні
1997 року дебютував у складі юнацької збірної Данії, взяв участь у 20 іграх на юнацькому рівні, відзначившись 4 забитими голами.
Протягом 2002–2003 років залучався до складу молодіжної збірної Данії. На молодіжному рівні зіграв у 29 офіційних матчах, забив 3 голи.
2002 року дебютував в офіційних матчах у складі національної збірної Данії. Наразі провів у формі головної команди країни 23 матчі, забивши 1 гол.

## Титули і досягнення
- Чемпіон Данії (3):

«Копенгаген»: 2003–04, 2005–06, 2006–07
- Володар Кубка Данії (1):

«Копенгаген»: 2003–04
- Володар Суперкубка Данії (1):

«Копенгаген»: 2004